# Persoonia longifolia

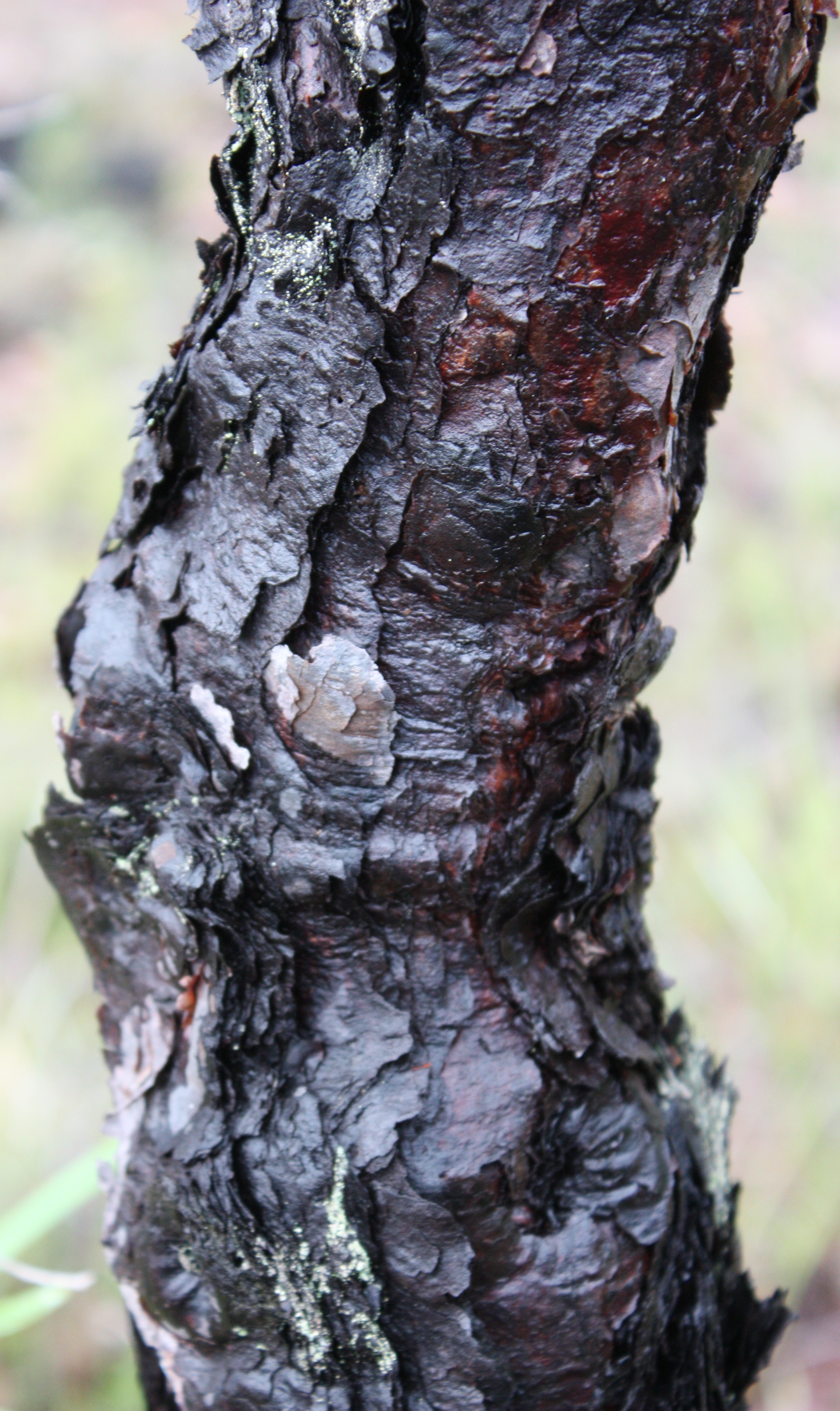
Casca

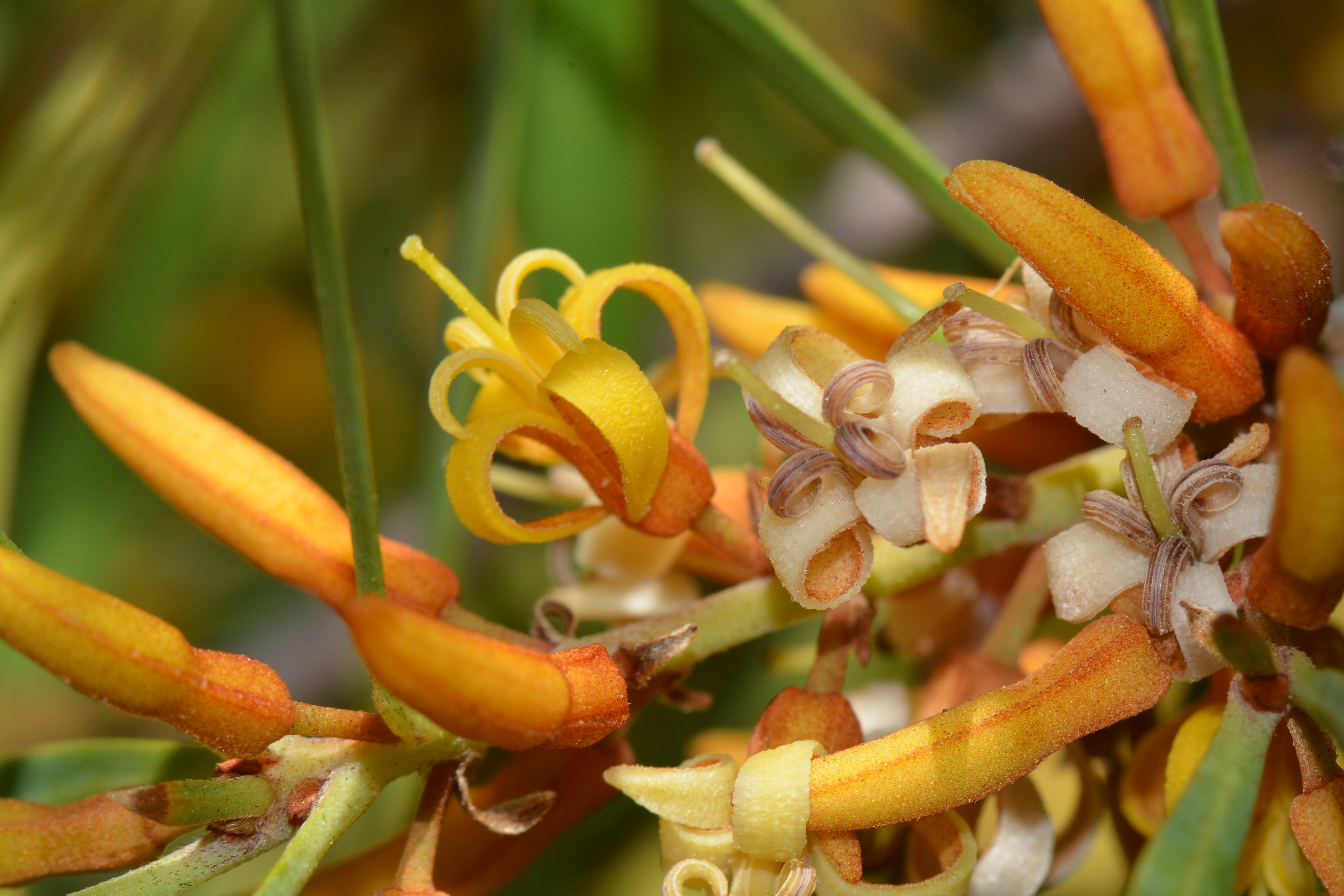
Flores

Persoonia longifolia é uma espécie de planta com flores da família Proteaceae, endêmica do sudoeste da Austrália Ocidental. Trata-se de um arbusto ou pequena árvore caracterizada por sua folhagem pendente, flores amarelas e casca distintamente escamosa.

## Descrição
Persoonia longifolia é um arbusto ereto ou pequena árvore que geralmente atinge de 1 a 5 metros de altura, normalmente com um único tronco principal. Sua casca é escamosa e semelhante a papel, de cor marrom ou acinzentada na superfície e roxo-avermelhada por baixo. Os ramos jovens são cobertos por pelos marrons a cor de ferrugem. As folhas têm formato linear a lanceolado, com a extremidade mais estreita voltada para a base, medindo de 80 a 200 mm de comprimento e de 2 a 16 mm de largura. As flores aparecem em grupos de até trinta, sustentadas por hastes de até 70 mm de comprimento próximas às extremidades dos ramos, cada flor com um pedicelo de 4 a 12 mm. As tépalas são amarelas e têm de 10 a 16 mm de comprimento. A floração ocorre de outubro a janeiro, e o fruto é uma drupa lisa, com 7,5 a 10 mm de comprimento e 6 a 7,5 mm de largura, amadurecendo a partir de julho e contendo uma única semente.

## Taxonomia e nomenclatura
Persoonia longifolia foi descrito pela primeira vez em 1810 por Robert Brown na publicação Transactions of the Linnean Society of London. O nome da espécie vem dos termos em latim longus ("longo") e folium ("folha"). Dentro do gênero Persoonia, é classificado no grupo Lanceolata, que reúne 54 espécies estreitamente relacionadas, com flores semelhantes, mas folhagens muito distintas. Essas espécies frequentemente se cruzam onde duas delas coexistem.

## Distribuição e habitat
Persoonia longifolia é encontrado no sudoeste da Austrália Ocidental, a até 70 km da costa, entre Albany e as bordas sudeste de Perth. Ocorre nas florestas de Eucalyptus marginata, Eucalyptus diversicolor, Corymbia calophylla e Eucalyptus jacksonii.

## Ecologia
Persoonia longifolia regenera-se após incêndios a partir de brotos epicórmicos e do lignotúber, muitas vezes meses depois do evento.
Um estudo sobre a fenologia dessa espécie concluiu que ela cresce, floresce e produz frutos no verão. Ramos jovens frequentemente sofrem danos causados por larvas da mariposa Ptyssoptera [en] e por aves como a cacatua-negra-de-cauda-vermelha (Calyptorhynchus banksii) e o periquito-de-colar-amarelo (Barnardius zonarius). A floração começa em outubro e termina em janeiro, com pico em novembro e dezembro. Os únicos polinizadores observados no estudo foram abelhas nativas e a abelha-europeia introduzida.
Os frutos maduros caem entre o final de julho e setembro e são frequentemente consumidos por cangurus e o lagarto Tiliqua rugosa. Se não forem tocados por animais, a parte carnosa do fruto apodrece ou seca e encolhe. A germinação ocorre no final do inverno até o início da primavera, a partir de frutos da temporada anterior, mas o microclima parece ser um fator crucial na taxa de germinação. Mesmo quando ocorre, poucos sobrevivem, com a maioria das mudas sucumbindo à dessecação ou ao pastoreio.

## Estado de conservação
Essa espécie é classificada como "não ameaçada" pelo Departamento de Parques e Vida Selvagem do governo da Austrália Ocidental.

## Usos
Além de ser utilizada na restauração de áreas de mineração, P. longifolia é valorizado no comércio de flores de corte por sua aparência pendente e durabilidade. Também tem potencial no mercado de viveiros devido ao seu hábito simétrico, folhagem pendente e casca escamosa texturizada, embora estudos indiquem que a germinação das sementes requer pelo menos dezoito meses de enterramento no solo.